# Libuše Freslová
Libuše Freslová (27. června 1898 Praha – 20. srpna 1982 Praha) byla česká herečka.

## Životopis
Libuše Freslová se narodila v rodině politika Václava Fresla (1868) a Marie Freslové (1873). Jejím prvním manželem byl jistý Bertin Vévoda (1882), za kterého se provdala 25. února 1919 v Slavoníně u Olomouce, v roce 1933 se rozvedla. Druhým manželem, byl od roku 1936 herec Ludvík Veverka (1893–1947).
Soukromě se učila herectví u Leopoldy Dostalové. Stala se členkou kočovné divadelní společnosti Havlíček-Konětopský (1917), následovalo Městské divadlo v Ostravě (1917–1918), plzeňské Městské divadlo (1918–1923) a konečně Divadlo na Vinohradech, kde setrvala až do roku 1959.
Byla výraznou pražskou herečkou, ale filmové kamery ji vyhledaly většinou jen v malých rolích. Spolupracovala s rozhlasem, ojediněle i s televizí, několik jejích divadelních výstupů zaznamenaly přenosné nosiče – gramofonové desky.

## Dílo

### Divadelní role (výběr)
- Zkrocení zlé ženy: Blanka – William Shakespeare
- Žebrácká opera: dcera Polly – Bertold Brecht
- Modrý pták: Štěstí – Maurice Maeterlinck
- Shakespeare: matka Mary Ardenové – František Kožík
- Hamlet: Ofélie – William Shakespeare
- Polská krev – Leo Stein, Oskar Nedbal
- Léto – Fráňa Šrámek
- Don Carlos – Friedrich Schiller
- Legenda o lásce – Nâzım Hikmet

### Role ve filmech
- Román hloupého Honzy: Mína dcera Hovorkové – 1926
- Obrácení Ferdyše Pištory: Hedva Rosenštoková – 1932
- Dvaasedmdesátka: dozorkyně – 1948
- Němá barikáda: manželka majitele domu paní Řepová – 1948
- Revoluční rok 1848: Eleonora Windischgrätzová – 1949
- Vlčí jáma: měšťanka Schillingerová – 1957
- Poslední růže od Casanovy: paní z Bíliny – 1966
- Farářův konec: postarší nevěsta – 1968

### Gramofonové desky
- Hamlet – 1929
- Žebrácká opera – 1932
- Hvězdy divadla na Vinohradech – 1908–1942; 2007

### Jiné
- Medailonky hudebních interpretů – Josef Bartl, Beno Blachut, Libuše Freslová, Jarmila Kronbauerová, Luděk Mandaus, Karel Nedbal, František Roland, Vladimír Šmeral, Jaroslav Vojta, Eva Vrchlická
- Vlčí jáma [videozáznam] – scénář Jiří Brdečka; námět Jarmila Glazarová; režie, námět, scénář Jiří Weiss; hrají: Jana Brejchová, Miroslav Doležal, Libuše Freslová, Jaroslav Průcha, Jiřina Šejbalová: Praha: Filmexport Home Video, 2012